# Vărbilău
Vărbilău község Prahova megyében, Munténiában, Romániában.  A hozzá tartozó települések: Coțofenești, Livadea, Podu Ursului és Poiana Vărbilău.

## Fekvése
A megye középső részén található, a megyeszékhelytől, Ploieşti-től, harmincegy kilométerre északra, a Vărbilău és Slănic patakok mentén, a Szubkárpátok dombságain.

## Történelem
A 19. század végén a mai Vărbilău területén öt község osztozott, melyek közül a felsorolt első négy Prahova megye Vărbilău járásához tartoztak.
- Vărbilău község, mely csupán Vărbilău faluból állt, összesen 1699 lakossal. A községben volt három malom, egy iskola és két templom.
- Livadea község, mely Livadea és Podu Ursului falvakból állt, 749 lakossal és 138 házzal. A községnek volt nyolc vízimalma a Vărbilău patakon és egy temploma, melyet 1867-ben szenteltek fel.
- Poiana de Vărbilău község, mely csak Poiana de Vărbilău faluból állt, 638 lakossal és 150 házzal. Volt egy vízimalma a Vărbilău patakon, egy iskolája valamint egy 1864-ben felszentelt temploma.
- Mălăești községhez tartozott ekkoriban Coțofănești falva.
- Bughiile község, mely  Prahova megye Teleajen járásához tartozott.

1925-ös évkönyv szerint Poiana Vărbilău és Vărbilău községek továbbra is Vărbilău járás részei voltak. Vărbilău községnek 2229 lakosa volt, Poiana Vărbilău-nak pedig 700. Livadea községet ezen időszakban ideiglenesen megszüntették, a hozzá tartozó Livadea falut Ștefești községhez, Podu Ursului falut pedig Cosminele községhez csatolták. 1931-ben Livadea községet ismét létrehozták, annak régi határaival.
1950-ben közigazgatási átszervezés alapján, a községek a Prahova-i régió Teleajen rajonjához kerültek, majd 1952-ben a Ploiești régióhoz csatolták őket.
1968-ban ismét megyerendszert vezettek be az országban, Vărbilău község az újból létrehozott Prahova megye része lett. Livadea és Poiana de Vărbilău községeket megszüntették és teljes egészében Vărbilău községhez csatolták. Mălăești község területét felosztották Dumbrăvești és Vărbilău között. Bughiile községet is felszámolták, területét pedig Gura Vitioarei és Vărbilău községek között osztották fel.

## Lakossága
A nemzetiségi megoszlás a következő:
| 2002     | 2002 | 2002   |
| -------- | ---- | ------ |
| Románok  | 6596 | 91,50% |
| Romák    | 609  | 8,44%  |
| Ukránok  | 2    | 0,02%  |
| Magyarok | 1    | 0,01%  |
| Összesen | 7208 | 100,0% |